# Bernhard Russi
Bernhard Russi (Andermatt, Suiza, 20 de agosto de 1948) es un esquiador retirado que ganó 1 Medalla de Oro Olímpica (2 Medallas en total), 2 Campeonatos del Mundo (3 Medallas en total), 2 Copas del Mundo en disciplina de Descenso y 9 victorias en la Copa del Mundo de Esquí Alpino (con un total de 27 podiums).

## Resultados

### Juegos Olímpicos de Invierno
- 1972 en Sapporo, Japón
  - Descenso: 1.º
- 1976 en Innsbruck, Austria
  - Descenso: 2.º

### Campeonatos Mundiales
- 1970 en Val Gardena, Italia
  - Descenso: 1.º
- 1972 en Sapporo, Japón
  - Descenso: 1.º
- 1974 en St. Moritz, Suiza
  - Descenso: 13.º
- 1976 en Innsbruck, Austria
  - Descenso: 2.º
- 1978 en Garmisch-Partenkirchen, Alemania
  - Descenso: 14.º

### Copa del Mundo

#### Clasificación general Copa del Mundo
- 1969-1970: 19.º
- 1970-1971: 5.º
- 1971-1972: 5.º
- 1972-1973: 6.º
- 1973-1974: 17.º
- 1974-1975: 11.º
- 1975-1976: 8.º
- 1976-1977: 5.º
- 1977-1978: 28.º

#### Clasificación por disciplinas (Top-10)
- 1969-1970:
  - Descenso: 5.º
- 1970-1971:
  - Descenso: 1.º
  - Eslalon Gigante: 8.º
- 1971-1972:
  - Descenso: 1.º
- 1972-1973:
  - Descenso: 2.º
- 1973-1974:
  - Descenso: 4.º
- 1974-1975:
  - Descenso: 4.º
- 1975-1976:
  - Descenso: 3.º
- 1976-1977:
  - Descenso: 3.º

#### Victorias en la Copa del Mundo (9)

##### Descenso (8)
| Fecha                  | Lugar                  |
| ---------------------- | ---------------------- |
| 31 de enero de 1971    | Megeve                 |
| 18 de febrero de 1971  | Sugarloaf              |
| 5 de diciembre de 1971 | St. Moritz             |
| 25 de febrero de 1972  | Crystal Mountain       |
| 15 de marzo de 1972    | Val Gardena            |
| 13 de enero de 1973    | Grindelwald            |
| 3 de febrero de 1973   | Sankt Anton am Arlberg |
| 30 de enero de 1977    | Morzine                |

##### Eslalon Gigante (1)
| Fecha                 | Lugar        |
| --------------------- | ------------ |
| 13 de febrero de 1971 | Mt. St. Anne |